# Helmut Lorenz (Fußballspieler, 1923)
Helmut Lorenz (* 18. März 1923) war Fußballspieler in der DDR-Oberliga. In der höchsten Spielklasse des DDR-Fußball-Verbandes spielte er für die Sportvereinigung Vorwärts Leipzig und die Betriebssportgemeinschaft (BSG) Chemie Karl-Marx-Stadt.

## Fußballsportliche Laufbahn

### Leipzig
Als 1950 im DDR-Fußball die DDR-Liga als neuer Unterbau zur DDR-Oberliga startete, gehörte die BSG Einheit Ost Leipzig zu den Gründungsmannschaften. In deren Aufgebot stand auch der 27-jährige Helmut Lorenz, der zuvor im erzgebirgischen Bernsbach Fußball gespielt hatte. Nachdem Lorenz mit der BSG Einheit Ost in der Südstaffel der DDR-Liga Platz drei erreicht hatte, schloss er sich zur Saison 1951/52 der neu gegründeten Sportvereinigung Vorwärts Leipzig an. Mit dieser Sportvereinigung wurde der Grundstein für das sportliche Zentrum der DDR-Sicherheitskräfte gelegt, aus dem sich später der Armeesportklub Vorwärts entwickelte. Aus völlig sportfremden politischen Gründen wurde die SV Vorwärts Leipzig zum Start der Fußballsaison 1951/52 in die Oberliga eingegliedert, und so bekam Lorenz die Möglichkeit, Erstligafußball zu spielen. Am 29. August 1951 gehörte er zum Leipziger Aufgebot, das bei der SG VP Dresden das erste Oberligaspiel bestritt und mit 1:6 verlor. Im Laufe der Saison erhielt die SV Vorwärts nacheinander die namentlichen Zusätze Volkspolizei und HVA. Sie wurde am Saisonende unter 19 Mannschaften nur 15. und entrann nur knapp dem Abstieg. Im Laufe der Spielzeit 1952/53 hatte sich Lorenz mit der Konkurrenz durch acht vom Oberligakonkurrenten Chemie Leipzig abgeworbenen Spielern zu erwehren, sodass er nur noch zur erweiterten Stammformation gehörte. Anfang 1953 beschloss das DDR-Innenministerium, die SV Vorwärts, die inzwischen das Sportzentrum der Kasernierten Volkspolizei geworden war, nach Ost-Berlin umzusiedeln. Ab April 1953 musste die Oberligamannschaft des SV Vorwärts KVP ihre Heimspiele im Ost-Berliner Friedrich-Ludwig-Jahn-Sportpark austragen. Für Lorenz und seine Mannschaftskameraden bedeutete dies, dass während der Woche in Leipzig trainiert wurde und zu den „Heimspielen“ per Bahn nach Berlin gefahren werden musste. Nachdem sich die SV Vorwärts bereits zum Zeitpunkt des Umzugs nach Berlin im abstiegsgefährdeten Bereich befand, landete sie am Ende der Saison auf dem Abstiegsplatz 14.

### Karl-Marx-Stadt
Lorenz entschied sich nach diesen Widrigkeiten zur Rückkehr in seine mittelsächsische Heimat und schloss sich nach 32 Oberligaspielen mit sieben Toren im Sommer 1953 dem DDR-Ligisten BSG Chemie Karl-Marx-Stadt an. Dort hatte er sofort einen Stammplatz sicher und bestritt als halbrechter Stürmer 22 der 26 Punktspiele und erzielte acht der 59 Karl-Marx-Städter Meisterschaftstore, die der Mannschaft zum Aufstieg in die Oberliga verhalfen. Zu Beginn seiner dritten Oberligasaison 1954/55 war Lorenz bereits 31 Jahre alt. Nachdem er in der Hinrunde elf der 13 Punktspiele absolviert hatte, kam er danach nur noch zweimal in der Oberliga zum Einsatz. Sein letztes Pflichtspiel für die 1. Mannschaft der BSG Chemie bestritt Lorenz am 27. März 1955 bei der Begegnung des 23. Spieltages SC Wismut Karl-Marx-Stadt/Aue – Chemie Karl-Marx-Stadt (2:0) auf der gewohnten halbrechten Angriffsseite. Es war sein 35. Punktspieleinsatz für die BSG Chemie, für die er in diesen Spielen elf Tore erzielt hatte. Anschließend beendete er seine Laufbahn im Leistungsfußball.